# José Hurtado (calciatore 2001)
José Andrés Hurtado Cheme, noto semplicemente come José Hurtado (Santo Domingo, 23 dicembre 2001), è un calciatore ecuadoriano, centrocampista del RB Bragantino e della nazionale ecuadoriana.

## Caratteristiche tecniche
È una esterno destro.

## Carriera

### Club
Cresciuto nel settore giovanile dell'Independiente del Valle, debutta in prima squadra il 3 novembre 2019 in occasione dell'incontro di Primera Categoría Serie A pareggiato 0-0 contro il Delfín.

### Nazionale
Esordisce in nazionale maggiore nell'amichevole vinta 2-0 contro il Guatemala.

## Statistiche
Statistiche aggiornate al 28 aprile 2020.

### Presenze e reti nei club
| Stagione        | Squadra                 | Campionato      | Campionato | Campionato | Coppe nazionali | Coppe nazionali | Coppe nazionali | Coppe continentali | Coppe continentali | Coppe continentali | Altre coppe | Altre coppe | Altre coppe | Totale | Totale | Totale |
| Stagione        | Squadra                 | Comp            | Pres       | Reti       | Comp            | Pres            | Reti            | Comp               | Pres               | Reti               | Comp        | Pres        | Reti        | Pres   | Reti   |        |
| --------------- | ----------------------- | --------------- | ---------- | ---------- | --------------- | --------------- | --------------- | ------------------ | ------------------ | ------------------ | ----------- | ----------- | ----------- | ------ | ------ | ------ |
| 2019            | Independiente del Valle | A               | 1          | 0          |                 | -               | -               |                    | -                  | -                  |             | -           | -           | 1      | 0      |        |
| 2020            | Independiente del Valle | A               | 1          | 0          |                 | -               | -               | CL                 | 0                  | 0                  |             | -           | -           | 1      | 0      |        |
| 2021            | Independiente del Valle | A               | 11         | 1          |                 | -               | -               | CL                 | 7+1                | 0                  |             | -           | -           | 19     | 1      |        |
| Totale carriera | Totale carriera         | Totale carriera | 13         | 0          |                 | 0               | 0               |                    | 8                  | 0                  |             | -           | -           | 21     | 1      |        |

## Palmarès

### Club

#### Competizioni nazionali
- Campionato ecuadoriano: 1

Independiente del Valle: 2021

#### Competizioni internazionali
- Coppa Sudamericana: 1

Independiente del Valle: 2019